# Vengavasal
Vengavasal es una ciudad censal situada en el distrito de Chengalpattu en el estado de Tamil Nadu (India). Su población es de 13671 habitantes (2011). Se encuentra a 20 km de Chennai y a 58 km de Kanchipuram. Forma parte del área metropolitana de Chennai.

## Demografía
Según el censo de 2011 la población de Vengavasal era de 13671 habitantes, de los cuales 6805 eran hombres y 6866 eran mujeres. Vengavasal tiene una tasa media de alfabetización del 94,07%, superior a la media estatal del 80,09%: la alfabetización masculina es del 96,73%, y la alfabetización femenina del 91,43%.